# Ratolí de Thomas de Salazar
El ratolí de Thomas de Salazar (Thomasomys salazari) és una espècie de mamífer rosegador de la família dels cricètids. És endèmic dels contraforts orientals dels Andes a les províncies equatorianes de Chimborazo i Morona-Santiago, on viu a altituds d'entre 2.576 i 3.671 msnm. Té una llargada de cap a gropa de 110 mm i la cua un 40% més llarga. El seu nom específic fou elegit en honor del mastòleg bolivianoestatunidenc Jorge Salazar-Bravo.